# Muc Mehkošapek
Muc Mehkošapek je slovenska pravljice Bine Štampe Žmavc iz leta 1998 in ime njenega naslovnega lika.
Dečku Maju, ki je živel v Drvečem mestu, je nenehno zmanjkovalo časa. Muc Mehkošapek mu je nekega dne napisal domačo nalogo. Ko je deček opazil, da je naloga rešena, je samo strmel v zvezek, saj je vedel, da je ni uspel napisati, ker je bil preveč utrujen. Naslednji dan bi se zgodba ponovila, če deček ne bi ugotovil, da ima njegov muc čudežno moč. Muc Mehkošapek ga je poučil, da je svet veliko lepši, če si ga malce počasneje ogledaš. »Kadar si najbolj utrujen, živčen in nestrpen, si vzemi vsaj za muco časa, pa bo vse mehkeje, lažje in bolj prav teklo« (Štampe Žmavc 1998). Od takrat naprej si je Maj vedno vzel eno muco časa, njegove naloge pa so bile kljub temu urejene in pravočasno napisane. Maju je bilo hudo, saj je vedel, da ostalim otrokom še vedno zmanjkuje časa. Z Mehkošapkom sta izvedla domiselno akcijo, s katero sta vsem prebivalcem Drvečega mesta pokazala, da ostane več časa tistim, ki se znajo zaustaviti in prisluhniti bližnjemu.
Muc Mehkošapek je torej preprosta rešitev in odgovor vsem, ki trdijo, da nimajo časa, da svet danes pripada hitrim. Avtorica je namreč preko literarnega lika sporočila, da imajo veliki problemi preproste rešitve. Muc Mehkošapek je pravo nasprotje vsem drvečim in pohlepnim. Prežet je z obilo mehkobe in topline. Z njim so prebivalci Drvečega mesta dobili novo enoto za čas. Za vse tiste, ki so si bili sposobni vzeti za eno muco časa, je postalo življenje lepše in uspešnejše.